# Mauri Antero Numminen
Pour les articles homonymes, voir Numminen (homonymie).

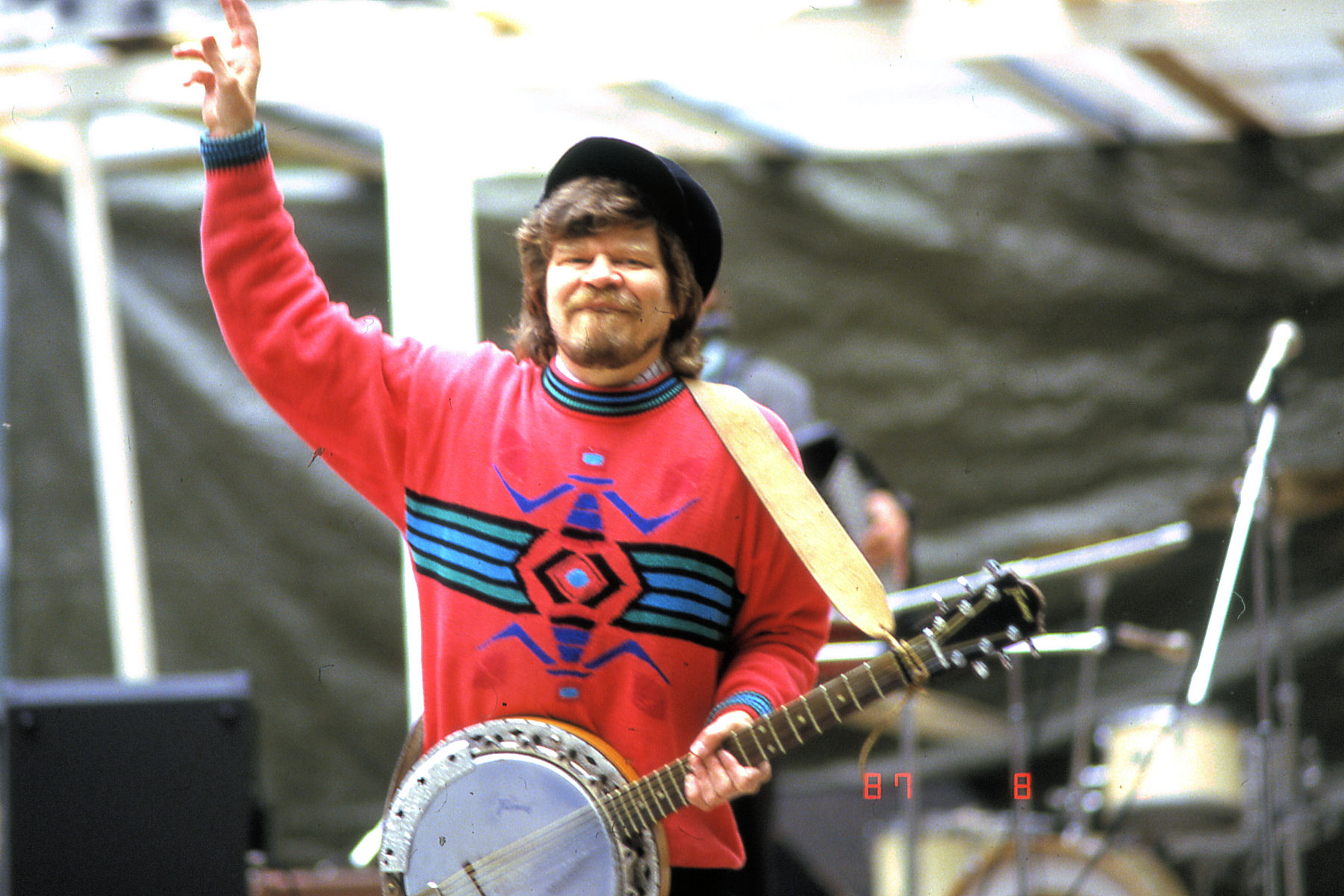
Mauri Antero Numminen en concert.

Mauri Antero Numminen (né le 12 mars 1940, Somero) est un artiste finlandais. Il est connu notamment pour une adaptation musicale du Tractatus logico-philosophicus de Ludwig Wittgenstein.

## Discographie
- M.A. Numminen In Memoriam (Eteenpäin! 1967)
- Taisteluni (Love Records 1970)
- Swingin kutsu (Love Records 1970)
- Iso mies ja keijukainen (Love Records 1970)
- Perkele! Lauluja Suomesta (Love Records 1971)
- Niemisen pojat ja naapurin äijä (Love Records 1971)
- M.A. Numminen på svenska - Äkta finsk negerjazz på svenska (Love Records 1972)
- Olen nähnyt Helga-neidin kylvyssä (Love Records 1972)
- Haren satt i gropen i Finland (Love Records 1973)
- Aarteeni, juokaamme likööri! Saksalaisia ja amerikkalaisia jatseja. (Love Records 1973)
- Jestapa jepulis! Herra Huun Ihmeelliset Seikkailut (Love Records 1973)
- M.A. Numminen in English (Love Records 1974)
- Jag har sett fröken Ellen i badet (Love Records 1974)
- M.A. Numminen Auf Deutsch (Love Records 1976)
- Kumipallona luokses pompin ain' (Love Records 1976)
- Som en gummiboll kommer jag tillbaks till dej (Love Records 1977)
- Fårskallevisor (Love Records 1978)
- M.A. Numminen, Sinikka Sokka & Seppo Hovi: Jänikset maailmankartalle! (Love Records 1978)
- Itsy Bitsy ja muita taidenautintoja (EMI 1979)
- Itsy Bitsy och andra konstupplevelser (Columbia 1979)
- Kuu mies kookospähkinä(EMI 1980)
- Månen mannen kokosnöten (EMI 1980)
- Silmälasiapina (Johanna 1983)
- Koomikon kahdet kasvot (Johanna 1984)
- Kamelilaulu (EMI 1988)
- M.A. Nummisen suosituimmat lastenlaulut - Pedro Hietasen uusina sovituksina (EMI 1985)
- The Tractatus Suite (Eteenpäin! 1989)
- Ollaan eläimiä (EMI 1991)
- Underground Rock Orchestra: Suomi nyt(t) (Eteenpäin! 1993)
- Lempo soikoon! - Lempäälän kunnallislaulut 1994 ja muita lauluja (Lempäälän kunta 1994)
- M.A. Numminen Goes Tech-No – Jag vill inte vara prinsessa (Olarin Musiikki 1995)
- M.A. Numminen Goes Tech-No – En tahdo olla prinsessa (Olarin musiikki 1995)
- Gommin ja Pommin metsäkarnevaali (Fazer Records 1995)
- M.A. Numminen Goes Tech-No – Yes sir (Ellipsikujan levy-yhtiö 2001)
- Rytmirunoja (CD & book) (Rockadillo 2002)
- M.A. Numminen & Sanna Pietiläinen und Das Neorustikale Tango-Orchester: Finnischer Tango (Trikont 2003)
- M.A. Numminen singt wüste wilde Weihnachtslieder (2003)
- Didi-WAH-Didi (Zen Master Records / Rockadillo Records 2004)
- Singt Heinrich Heine (Trikont 2006)
- M.A. Numminen gör ont i Sverige (2008)

## Compilations
- Uudet lastenlaulut 1 (1974)
- M.A. Nummisen suosituimmat (1974)
- M.A. Nummisen 60-luku (1985)
- Den flygande mannen (EMI 1985)
- Klassikot - Ne Parhaat (Castle Finland 1990)
- Den eviga årgången - M.A. Numminens bästa (Amigo 1990)
- Suosituimmat lastenlaulut (EMI 1998)
- Kiusankappaleita 1: 1966-70 (Siboney Records 2000)
- Kiusankappaleita 2: 1973-88 (Siboney 2001)
- Kiusankappaleita 3: 1989-2001 (Siboney 2001)
- Dägä Dägä Finnwelten (Trikont 2001)
- Valtava Jänis – Gommin ja Pommin kaikki seikkailut (EMI 2002)
- Suomihuiput – lastenlaulut (EMI 2005)